# Heliconia robusta
Heliconia robusta är en enhjärtbladig växtart som beskrevs av Ferdinand Albin Pax. Heliconia robusta ingår i släktet Heliconia och familjen Heliconiaceae. Inga underarter finns listade.